# Akademisches Gymnasium (Hamburg)

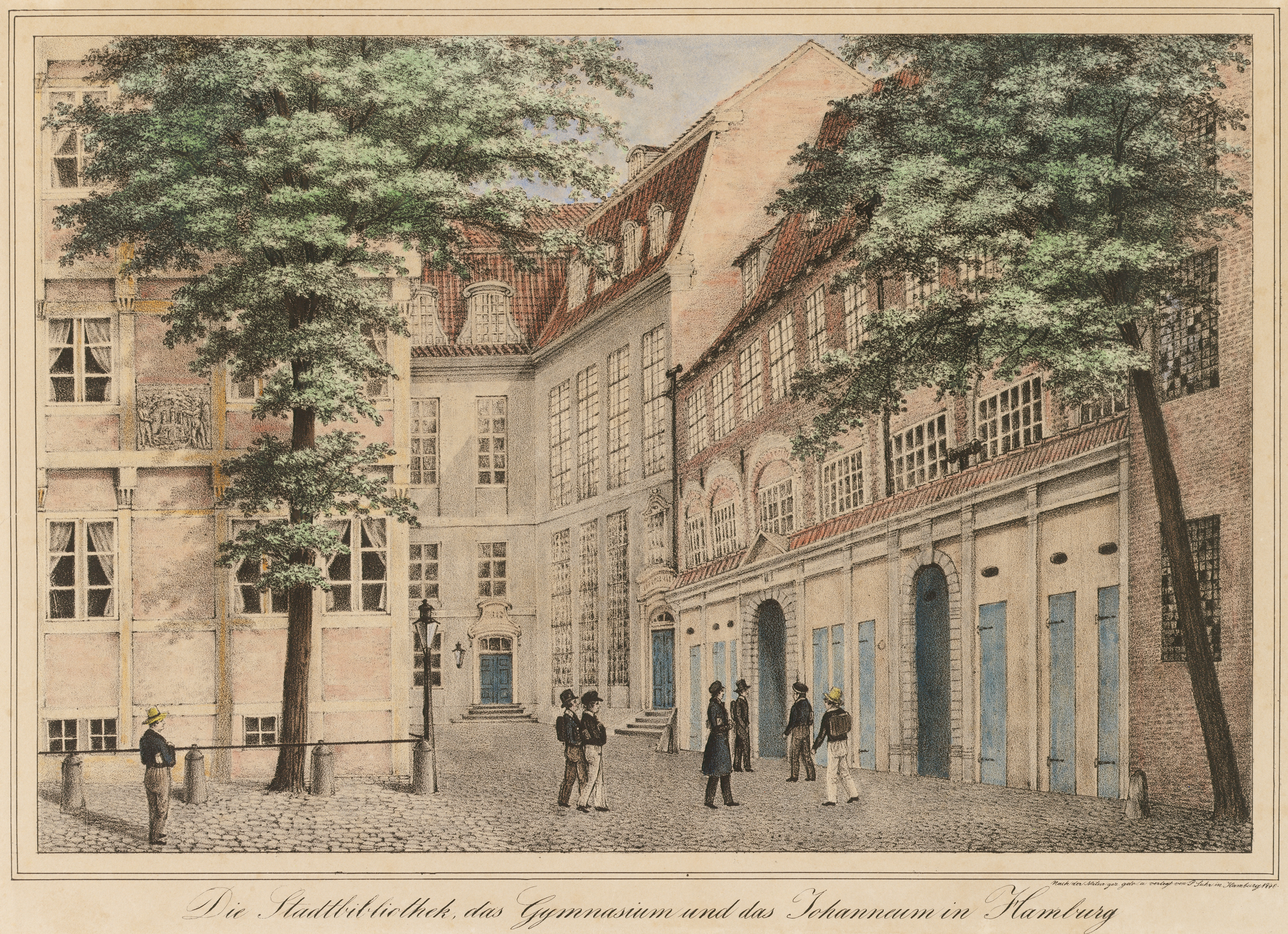
Stadtbibliothek, Gymnasium und Johanneum im alten Johanniskloster vor 1840, Lithografie der Gebrüder Suhr

Das Akademische Gymnasium in Hamburg wurde 1613 gegründet und war unter einem Dach mit der Gelehrtenschule des Johanneums, einer Lateinschule, untergebracht. Das Gymnasium academicum sollte die Stellung zwischen der Lateinschule und der Universität einnehmen. Es entsprach dem Typ des Gymnasium illustre.

## Geschichte
Das Akademische Gymnasium, über dessen Gründung seit 1610 zwischen Rat und Bürgerschaft der Stadt verhandelt worden war, wurde 1613 feierlich eröffnet. Seinen Lehrbetrieb nahm es allerdings erst 1615 auf, als ein eigener Hörsaal in einem Anbau am ehemaligen Johanniskloster, in dem das Johanneum untergebracht war, auf dem Gelände des heutigen Rathausmarkts eingerichtet worden war. Das Gymnasium sollte den Absolventen des Johanneums ermöglichen, sich in der Heimat auf ein Studium an einer Universität vorzubereiten, und so die Abwanderung junger Männer an andere Schulen verhindern. Das neugegründete Akademische Gymnasium zog von Anfang an Schüler aus ganz Norddeutschland an.

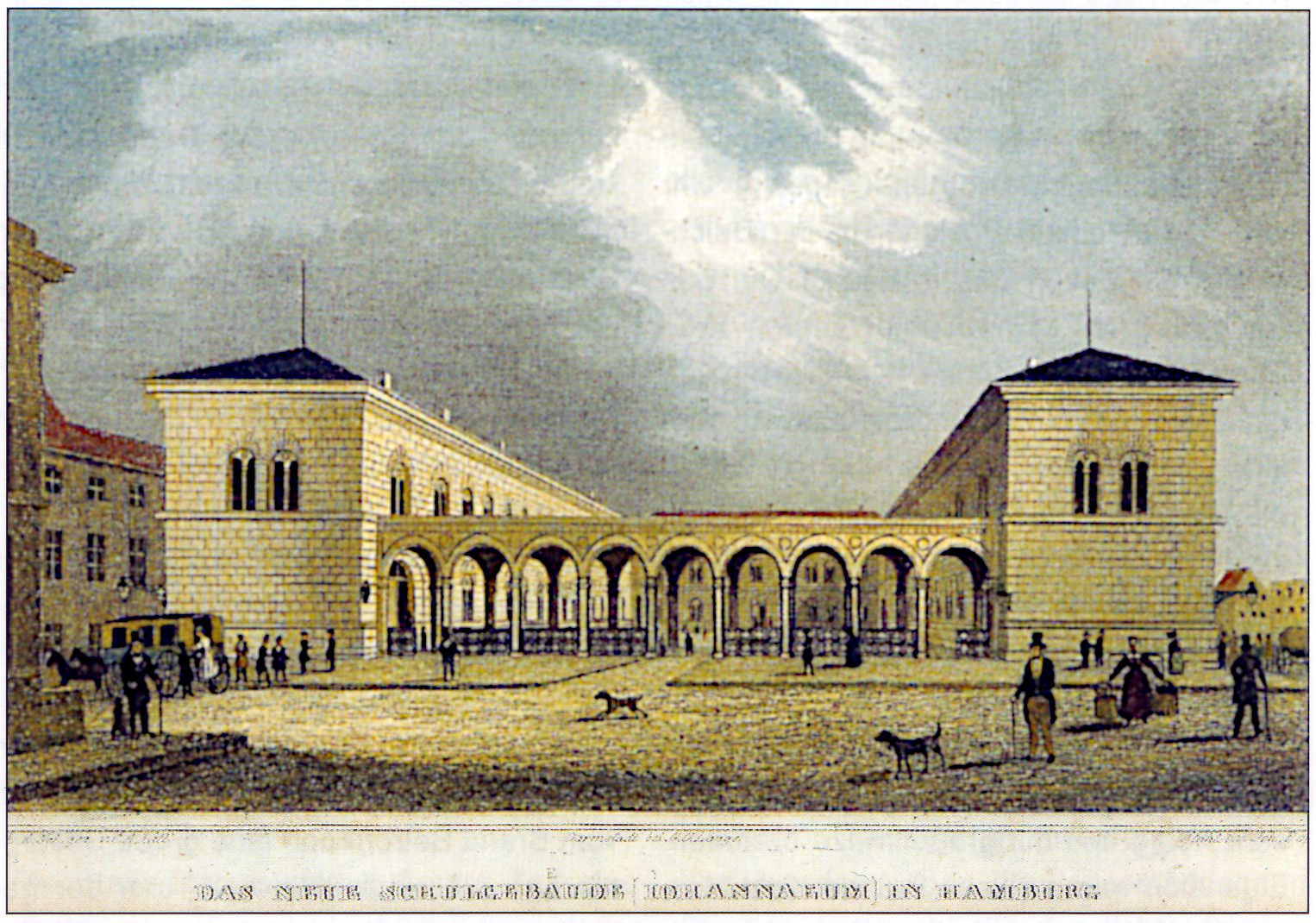
Von 1840 bis zu seiner Auflösung war das Gymnasium im neuen Johanneum am Speersort (auf dem heutigen Hammaburg-Platz) untergebracht (Lithografie von Carl Lill 1841)

Die vier, später sechs Professoren hielten öffentliche Vorlesungen ab. Die Unterrichtsfächer entsprachen denen des Grundstudiums an einer Artistenfakultät. Das waren vor allem die Sprachen Griechisch und Hebräisch, aus der Philosophie die Fächer Logik und Ethik sowie Mathematik und Physik. Gelegentlich wurden auch theologische Vorlesungen von Pastoren gehalten.
1628 wurde Joachim Jungius Rektor des Johanneums und des Akademischen Gymnasiums. Unter seinem Rektorat bis 1657 zog das Gymnasium auch Studenten an, die schon eine Universität besucht hatten oder nicht aus Hamburg oder seinem Umland stammten. Er begründete einen zweiten naturwissenschaftlichen Lehrstuhl, den er auch selber besetzte.
Die Professur für orientalische Sprachen, die vor allem für die Hebräische Sprache und die Auslegung alttestamentlicher Bücher zuständig war, war nach dem Tod des ersten Inhabers, des Pastor Heinrich Rump, 1626 lange vakant. Erst 1652 konnte sie wieder durch Ägidius Gutbier besetzt werden. Gutbier bot auch Kollegien in Aramäisch, Syrisch und Arabisch an, in denen er u. a. Ausschnitte aus dem Koran behandelte. Seine Nachfolger Eberhard Anckelmann (ab 1667) und Johann Friedrich Winckler (1704–1712) lasen ebenfalls vor allem über die alttestamentlichen Bücher, hielten aber gelegentlich auch Vorlesungen über ihre Forschungsschwerpunkte in anderen orientalischen Sprachen. Nach dem Wechsel von Johann Christoph Wolf auf das Hauptpastorat an die Katharinenkirche 1716 wechselte der langjährige Professor für Geschichte und Griechisch, Georg Elieser Edzard, den Lehrstuhl. Als sein Nachfolger für Geschichte und Griechisch wurde Michael Richey berufen. Im Zentrum von Edzards Interesse stand der Talmud. So bezog er in seine Exegese des Alten Testaments auch rabbinische Kommentare mit ein. Sein Nachfolger wurde 1727 Hermann Samuel Reimarus.
1837 wurde Karl Wiebel Professor für Mathematik und Physik. Zu dieser Zeit hatte das Akademische Gymnasium nur noch 18 Schüler. Wiebel begründete das chemische Laboratorium und das physikalische Kabinett. Da der Niedergang des Gymnasiums abzusehen war, übernahm die Stadt beide Einrichtungen 1874 als staatliche Laboratorien. Aus ihnen entwickelten sich später die Fachbereiche Chemie und Physik der Universität Hamburg.
1883 wurde das Gymnasium schließlich aufgehoben, nachdem sich in den letzten Jahren kaum noch Studenten eingeschrieben hatten.